# Henry Moncreiff (2e baron Moncreiff)
Pour les articles homonymes, voir Moncreiff.
Henry James Moncreiff, 2e baron Moncreiff (24 avril 1840 - 3 mars 1909) est un juge écossais qui devient baron Moncreiff.

## Biographie
Moncreiff est né à Édimbourg, fils aîné de James Moncreiff (1er baron Moncreiff) et de son épouse Isabella Bell, fille de Robert Bell, procureur de l'Église d'Écosse. Il fait ses études à la Harrow School et est admis au Trinity College de Cambridge le 22 mars 1858. Il obtient un BA en 1862 et un LL. B. en 1864.
Moncreiff est admis comme avocat en 1863 et est avocat-député en 1866, de 1868 à 1874 et en 1881. Il est shérif de Renfrew et Bute de 1881 à 1888. En 1888, il devient sénateur du College of Justice, en Écosse, avec le titre judiciaire de Lord Wellwood. Il devient baron Moncreiff à la mort de son père le 27 avril 1895. En juillet 1901, il devient Lord-lieutenant du Kinross-shire. Il est l'auteur de Review in Criminal Cases. Il vit au château de Tullibole, près de Crook of Devon dans le Kinrossshire.
Moncreiff épouse le 3 avril 1866 Susan Wilhelmine Dick-Cunyngham, fille de William Hanmer Dick-Cunyngham, 8e baronnet. Elle est affectueusement connue sous le nom de Minna. Elle est décédée à seulement 26 ans. Il épouse en secondes noces le 26 mars 1873, Millicent Julia Fryer, fille du colonel Frederick Daniel Fryer, de Moulton Paddocks, Newmarket. Elle est également décédée relativement jeune, en 1881, à seulement 35 ans. Il n'a pas d'enfants et est remplacé comme baron par son frère Robert.
Il est enterré avec ses deux épouses dans le coin sud-est du cimetière Grange à Édimbourg. La pierre porte un portrait en bas-relief de sa jeune épouse Minna.